# 엽록소
엽록소(葉綠素, 영어: chlorophyll)는 남세균, 조류의 엽록체, 식물의 엽록체에서 발견되는 광합성에 관여하는 녹색 색소이다. 엽록소라는 이름은 "연한 녹색(pale green)"이라는 의미의 그리스어 " χλωρός , khloros"와 "잎(leaf)"을 의미하는 그리스어 " φύλλον , phyllon"로부터 파생한 것이다. 엽록소는 식물이 빛으로부터 에너지를 흡수할 수 있게 해준다.
엽록소는 전자기 스펙트럼의 가시광선 영역에서 청색광과 적색광을 가장 잘 흡수한다. 반대로 전자기 스펙트럼의 녹색광 및 녹색광과 가까운 부분을 잘 흡수하지 못한다. 따라서 엽록소를 함유한 조직은 덜 흡수한 녹색광을 세포벽과 같은 구조로 확산하는 식으로 반사시키기 때문에 녹색빛을 띠는 것처럼 보이게 된다. 녹색 식물의 광계에는 엽록소 a와 엽록소 b라는 두 가지 유형의 엽록소가 존재한다.

## 역사
엽록소는 1817년에 조제프 비에나미에 카방투와 피에르 조제프 펠레티에가 처음으로 분리시키고 명명하였다. 엽록소에 마그네슘이 존재한다는 사실은 1906년에 발견되었으며, 식물체의 살아 있는 조직에서 해당 원소를 처음으로 발견한 것이다.
1905년부터 1915년까지 독일의 화학자 리하르트 빌슈테터가 초기 연구를 이뤄낸 후, 1940년에 한스 피셔가 엽록소 a의 일반 구조를 밝혀냈다. 1960년에 엽록소 a의 입체화학이 대부분 알려지자 로버트 번스 우드워드는 이 분자의 전체 합성 과정을 발표했다. 1967년에 마지막으로 남은 입체화학적 설명을 이언 플레밍이 완료시켰으며, 1990년에 우드워드와 공동 저자들은 새로이 갱신된 합성과정을 발표했다. 2010년에 엽록소 f가 스트로마톨라이트를 형성하는 남세균 및 다른 산소발생 광합성 미생물에도 존재한다는 사실을 연구자들이 발표했다. C55H70O6N4Mg의 분자식과 (2-폼일)-엽록소의 구조는 핵자기 공명(NMR), 광학 스펙트럼 및 질량 스펙트럼을 기반으로 추론한 것이다.

## 광합성

용매 내의 유리 엽록소 a(파란색) 및 엽록소 b(빨간색)의 흡수 스펙트럼. 엽록소 분자의 흡수 스펙트럼은 특정 색소-단백질 상호작용에 따라 생체 내에서 약간 변형된다.
엽록소 a
엽록소 b

엽록소는 식물이 빛으로부터 에너지를 흡수할 수 있도록 하는 광합성에 필수적이다.
엽록소 분자는 엽록체의 틸라코이드 막에 내장된 광계 내부와 주변에 배열되어 있다. 광계에서 엽록소는 다음과 같이 3가지 기능을 수행한다.
1. 대다수의 엽록소(광계당 최대 수백 개의 분자)의 기능은 빛을 흡수하는 것이다.
2. 그렇게 하면 동일한 중심이 다음과 같이 두 번째 기능을 수행한다. 광계의 반응 중심에 있는 특정 엽록소 쌍으로 공명 에너지 전달을 통해 해당 에너지를 전달하는 것이다.
3. 이 특정 엽록소 쌍은 생합성을 개별적으로 추진하는 결합되지 않은 양성자(H+)와 전자(e–)를 생성하는 전하 분리라는 엽록소의 최종적인 기능을 수행한다.

현재 인정되는 두 가지 광계는 광계 I과 광계 II이며, 각각 P700과 P680이라는 고유한 반응 중심 색소를 가지고 있다. 이들 반응 중심 색소는 가장 잘 흡수하는 적색광 파장(나노미터 단위) 값으로 명명되었다. 각 광계에 있는 엽록소 종류의 동일성, 기능, 스펙트럼 특성은 서로 다르며, 이를 둘러싸고 있는 단백질의 구조에 의해 결정된다.
엽록소의 반응 중심의 기능은 빛 에너지를 흡수하여 광계의 다른 부분으로 에너지를 전달하는 것이다. 광자의 흡수된 에너지는 전하 분리라는 과정을 통해 전자로 전달된다. 엽록소에서 전자를 제거하는 것은 산화 반응이다. 엽록소는 전자전달계라고 불리는 일련의 분자 중간생성물로 고에너지 전자를 공여한다. 엽록소의 하전된 반응 중심(P680+)은 물로부터 뽑아낸 전자를 받아들임으로써 다시 바닥 상태로 환원된다. P680+을 환원시키는 전자는 궁극적으로 여러 중간생성물을 통해 물(H2O)이 O2와 H+로 산화되는 과정에서 얻어진다. 이 반응은 식물과 같은 광합성 생물체가 산소(O2)를 생성하는 방식이며, 지구 대기의 거의 모든 O2의 원천이다. 광계 I은 일반적으로 광계 II에 이어서 직렬로 작동한다. 따라서 광계 I의 P700+는 일반적으로 틸라코이드 막의 많은 중간생성물들을 통해 전자를 받아들이고 궁극적으로 광계 II로부터 나오는 전자에 의해 환원된다. 그러나 틸라코이드 막의 전자 전달 반응은 복잡하며 P700+을 환원시키는 데 사용되는 전자 공급원은 다양할 수 있다.
반응 중심의 엽록소 색소에 의해 생성된 전자 흐름은 틸라코이드 막을 가로질러 H+ 이온을 펌핑하는 데 사용되며 주로 ATP(저장된 화학 에너지)의 생성에 사용되거나 NADP+를 NADPH로 환원시키는 데 사용되는 화학삼투적 위치 에너지인 양성자 구동력을 형성한다. NADPH는 CO2를 당으로 환원시키는 반응이나 다른 생합성 반응에 사용되는 보편적인 물질이다.
반응 중심의 엽록소-단백질 복합체는 빛을 간접적으로 흡수하고 다른 엽록소 색소의 도움없이 전하 분리 현상을 수행할 수 있지만 주어진 빛 강도 하에서 그러한 일이 일어날 확률은 작다. 따라서 광계의 다른 엽록소와 안테나 색소 단백질은 모두 협력하여 빛 에너지를 흡수하여 반응 중심으로 보낸다. 엽록소 a 외에도 이러한 색소-단백질 안테나 복합체에 존재하는 보조 색소라고 하는 다른 색소들이 있다.

## 화학 구조

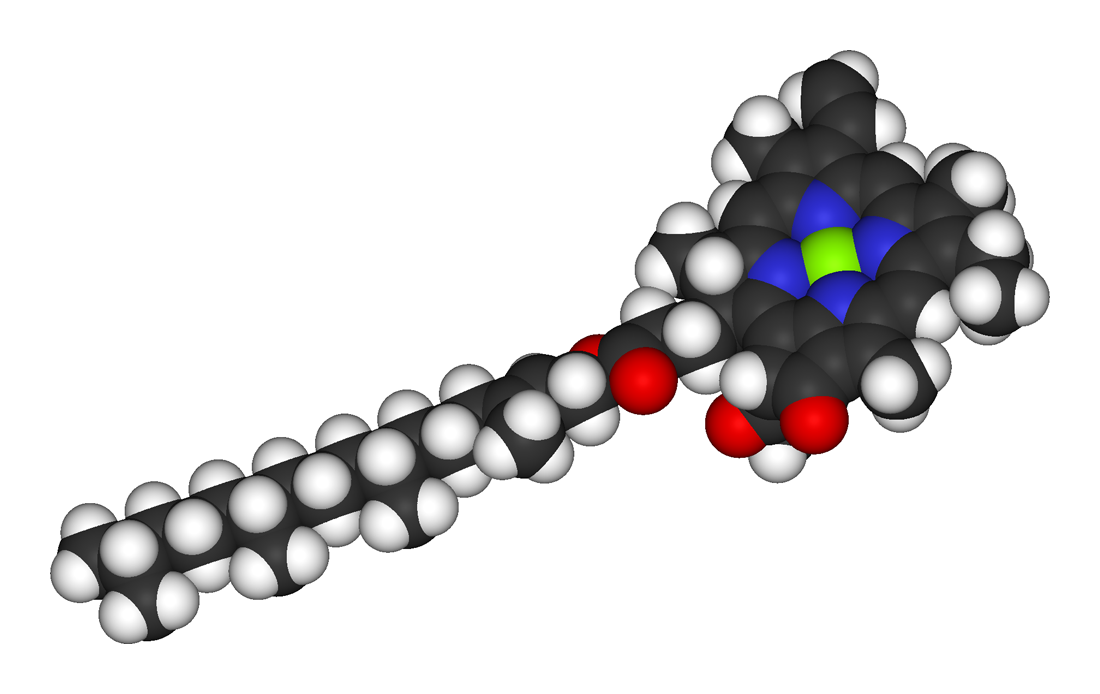
엽록소 a 분자의 공간채움 모형

여러 가지 엽록소들이 알려져 있다. 이들은 모두 4개의 피롤형 고리 너머에 케톤을 함유한 5번째 고리의 존재에 의해 모체 클로린의 유도체로 정의된다. 대부분의 엽록소는 포르피린(헤모글로빈에서 발견됨)의 환원된 화합물인 클로린으로 분류된다. 이들은 전구체인 유로포르피리노젠 III을 포함하여 포르피린과 공통의 생합성 경로를 공유한다. N4 중심에 철이 결합되어 있는 헴과 달리 대부분의 엽록소는 마그네슘과 결합한다.  Mg2+ 중심에 부착된 축 리간드는 명확성을 위해 종종 생략된다. 클로린 고리에는 일반적으로 긴 피틸 사슬(C
20H
39O)을 포함하는 다양한 곁사슬이 붙어 있다. 육상 식물에 가장 널리 분포되어 있는 형태는 엽록소 a이다. 엽록소 a와 엽록소 b의 유일한 차이점은 엽록소 a에는 메틸기가 있고 엽록소 b에는 폼일기가 있다는 것이다. 이러한 차이로 인해 흡수 스펙트럼에 상당한 차이가 발생하여 식물이 가시광선의 더 많은 부분을 흡수할 수 있도록 한다.
엽록소의 구조는 다음의 표와 같이 요약할 수 있다.
|              | 엽록소 a           | 엽록소 b           | 엽록소 c1            | 엽록소 c2            | 엽록소 d           | 엽록소 f           |
| 분자식       | C55H72O5N4Mg       | C55H70O6N4Mg       | C35H30O5N4Mg         | C35H28O5N4Mg         | C54H70O6N4Mg       | C55H70O6N4Mg       |
| C2 작용기    | −CH3               | −CH3               | −CH3                 | −CH3                 | −CH3               | −CHO               |
| C3 작용기    | −CH=CH2            | −CH=CH2            | −CH=CH2              | −CH=CH2              | −CHO               | −CH=CH2            |
| C7 작용기    | −CH3               | −CHO               | −CH3                 | −CH3                 | −CH3               | −CH3               |
| C8 작용기    | −CH2CH3            | −CH2CH3            | −CH2CH3              | −CH=CH2              | −CH2CH3            | −CH2CH3            |
| C17 작용기   | −CH2CH2COO−피틸    | −CH2CH2COO−피틸    | −CH=CHCOOH           | −CH=CHCOOH           | −CH2CH2COO−피틸    | −CH2CH2COO−피틸    |
| C17−C18 결합 | 단일 결합 (클로린) | 단일 결합 (클로린) | 이중 결합 (포르피린) | 이중 결합 (포르피린) | 단일 결합 (클로린) | 단일 결합 (클로린) |
| 발견         | 모두               | 대부분의 식물      | 각종 조류            | 각종 조류            | 남세균             | 남세균             |

엽록소의 구조
엽록소 a
엽록소 b
엽록소 c1
엽록소 c2
엽록소 d
엽록소 f

엽록소 e는 1966년에 조류에서 추출되었지만 화학적으로 설명되지 않은 색소를 위해 따로 남겨두었다. 문자로 표시된 엽록소 외에도 엽록소 구조에 대한 곁사슬의 다양한 변형이 야생에 알려져 있다. 예를 들어 남세균인 프로클로롤코쿠스속은 8-비닐 엽록소 a와 8-비닐 엽록소 b를 사용한다.

## 엽록소 함량의 측정

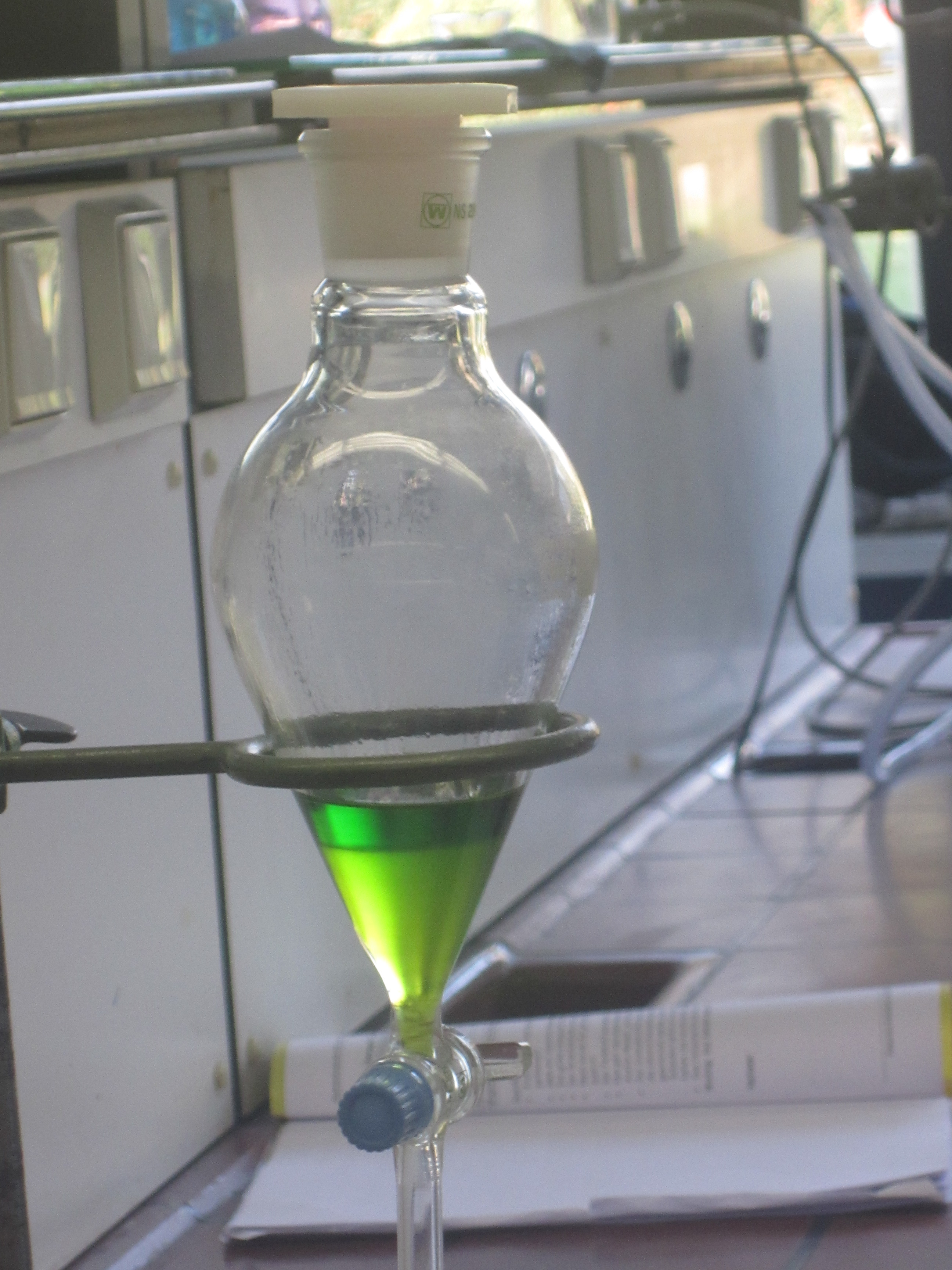
엽록소는 유기 용매에서 진한 녹색 용액을 형성한다.

엽록소는 유기 용매를 사용하여 단백질로부터 추출할 수 있다. 이러한 방법으로 잎 속의 엽록소의 농도를 추정할 수 있다. 엽록소 a와 엽록소 b를 분리하는 방법도 있다.
다이에틸 에터에서 엽록소 a의 최대 흡광도는 대략 430 nm와 662 nm이고, 엽록소 b의 최대 흡광도는 대략 453 nm와 642 nm이다. 엽록소 a의 흡수 피크는 465 nm와 665 nm이다. 엽록소 a는 673 nm(최대) 및 726 nm에서 형광을 발한다. 엽록소 a의 피크 몰 흡수 계수는 105 M−1 cm−1을 초과하며, 이는 저분자 유기 화합물 중 가장 높은 수치이다. 90% 아세톤-물에서 엽록소 a의 피크 흡수 파장은 430 nm와 664 nm, 엽록소 b의 피크 흡수 파장은 460 nm와 647 nm, 엽록소 c1의 피크 흡수 파장은 442 nm와 630 nm, 엽록소 c2의 피크 흡수 파장은 444 nm와 630 nm, 엽록소 d의 피크 흡수 파장은 401 nm와 455 nm와 696 nm이다.
형광 방출 비율은 엽록소 함량을 측정하는 데 사용할 수 있다. 더 낮은 파장에서 엽록소를 형광으로 여기시킴으로써 705±10 nm 및 735±10 nm에서 엽록소 형광 방출 비율은 화학적 테스트와 비교할 때 엽록소 함량의 선형 관계를 제공할 수 있다. F735/F700 비율은 41 mg m−2에서 675 mg m−2 범위의 화학적 테스트와 비교하여 r2 0.96의 상관값을 제공했다. 기텔슨(Gitelson)은 또한 mg m−2 단위의 엽록소 함량을 직접적으로 판독하는 공식을 개발했다. 이 공식은 0.95의 상관 관계 r2 값을 사용하여 41 mg m−2에 675 mg m−2까지의 엽록소 함량을 측정하는 신뢰할 수 있는 방법을 제공했다.

## 생합성
일부 식물에서 엽록소는 글루탐산으로부터 유도되며 헴 및 시로헴과 공유하는 분지형 생합성 경로를 따라 합성된다. 엽록소 생성효소는 다음과 같이 엽록소 a의 생합성을 완료하는 효소이다.
클로로필라이드 a + 피틸 이인산  ⇄  엽록소c a + 이인산
이러한 전환은 20개의 탄소를 가진 다이테르펜 알코올 피톨과 함께 클로로필라이드 a의 카복실기의 에스터를 형성한다. 엽록소 b는 클로로필라이드 b에 작용하는 동일한 효소에 의해 만들어진다. 엽록소 d와 엽록소 f에 대해서도 동일한 내용이 알려져 있으며, 둘 다 궁극적으로 클로로필라이드 a로부터 만들어지는 상응하는 클르로필라이드로부터 만들어진다.
속씨 식물에서 엽록소 생합성 경로의 후반부는 광의존적이다. 이러한 식물은 어둠 속에서 자라면 창백해진다(황화된다). 비관다발식물과 녹조류는 광비의존적인 효소를 추가로 갖고 있어서 어둠 속에서도 녹색으로 자란다.
엽록소는 단백질에 결합되어 있다. 생합성 중간생성물 중 하나인 프로토클로로필라이드는 대부분 유리된 행태로 생성되며 빛이 있는 조건에서 광감작제 역할을 하여 식물에 독성이 될 수 있는 자유 라디칼을 형성한다. 따라서 식물은 이 엽록소 전구체의 양을 조절한다. 속씨 식물에서 이 조절은 생합성 경로의 중간생성물 중 하나인 아미노레불린산(ALA) 단계에서 이루어진다. 아미노레불린산을 공급받는 식물은 높은 수준의 독성을 지닌 프로토클로로필라이드를 축적한다.

## 노화와 엽록소 주기
식물 노화 과정에는 엽록소의 분해가 포함된다. 에를 들어 엽록소가수분해효소 (EC 3.1.1.14)는 피틸기 곁사슬을 가수분해하여 클로로필라이드 a 또는 클로로필라이드 b로부터 엽록소가 생합성되는 반응의 역반응을 촉매한다. 클로로필라이드 a는 클로로필라이드 b로 전환될 수 있고 클로로필라이드 b는 엽록소 b로 재에스터화될 수 있으므로 이러한 과정을 통해 엽록소 a와 엽록소 b 사이의 순환이 가능해진다. 더욱이 엽록소 b는 (71-하이드록시엽록소 a를 통해) 다시 엽록소 a로 직접적으로 환원되어 순환을 완료할 수 있다. 노화의 후기 단계에서 클로로필라이드는 다음과 같은 일반 구조를 갖는 무형광 엽록소 이화물질(NCC)로 알려진 무색의 테트라피롤 그룹으로 전환된다.
|  |

이 화합물은 숙성 중인 과일에서도 확인되었으며 낙엽 식물에 특징적인 단풍색을 부여한다.

## 분포
엽록소 지도는 매달 바닷물 1입방미터당 엽록소의 밀리그램으로 표시한다. 엽록소 함량이 매우 낮은 곳, 즉 식물성 플랑크톤의 수가 매우 적은 곳은 파란색으로 표시된다. 엽록소의 농도가 높은 곳, 즉 식물성 플랑크톤이 많이 자라고 있는 곳은 노란색으로 표시된다. 이는 미국 항공 우주국(NASA)의 아쿠아 위성에 있는 중간 해상도 이미지 분광복사기(Moderate Resolution Imaging Spectroradiometer, MODIS)를 통해 관측한 결과이다. 육지는 짙은 회색이며, MODIS가 해빙, 극지방의 암흑, 구름으로 인해 데이터를 수집할 수 없는 곳은 밝은 회색이다. 작은 표면에 서식하는 해양 식물이 번성하는 엽록소의 농도가 가장 높은 곳은 차가운 극지방의 물이나 적도 주변이나 대륙 해안을 따라 해류가 차가운 물을 수면으로 가져오는 곳이다. 식물성 플랑크톤의 생장을 자극하는 것은 찬물 그 자체가 아니다. 대신 차가운 온도는 종종 바다 깊은 곳에서 물이 표면으로 솟아올라 시간이 지남에 따라 축적된 영양분을 운반한다는 신호이다. 극지방의 해역에서는 식물이 자랄 수 없는 어두운 겨울 동안 표층수에 영양분이 축적된다. 봄과 여름에 햇빛이 다시 들어오면 식물은 고농도로 번성한다.

## 요리용
합성 엽록소는 식품 첨가물 착색제로 등록되어 있으며, E 번호는 E140이다. 요리사는 엽록소를 사용하여 파스타나 증류주와 같은 다양한 음식과 음료를 녹색으로 채색한다. 압생트는 만드는 데 사용되는 다양한 허브를 통해 도입된 엽록소에서 자연적으로 녹색을 얻는다. 엽록소는 물에 녹지 않으며, 먼저 소량의 식물성 기름과 혼합하여 원하는 용액을 얻는다.

## 생물학적 용도
2002년 연구에 따르면 "어두운 곳에 보관된 잎과 달리 강한 빛에 노출된 잎에는 분해된 주요 안테나 단백질이 포함되어 있으며 이는 분리된 단백질의 조명에 대한 연구와 일치한다"라는 사실이 밝혀졌다. 이는 식물의 단기 행동에서 "활성 산소가 생체 내에서 역할을 한다"는 가설을 뒷받침하는 것으로 나타났다.

## 같이 보기
- 엽록소 a
- 엽록소 b
- 엽록소 c
- 엽록소 d
- 엽록소 f
- 세균엽록소 – 광영양 세균의 관련 화합물
- 클로로필린 – 엽록소의 반합성 유도체
- 심수 엽록소 최대
- 엽록소 형광 – 식물의 스트레스를 측정하기 위함